# 塞勒姆鎮區 (堪薩斯州艾倫縣)
塞勒姆鎮區（英語：Salem Township）為位在美國堪薩斯州艾倫縣的鎮區。2010年美国人口普查中該鎮區人口有249人。

## 地理
塞勒姆鎮區涵蓋面積124.3平方（48.0平方英里），境內無城市設立。

### 墓園
根據美國地質調查局的資料，此鎮區擁有2座墓園：
- 梅普爾克羅夫墓園（Maple Grove Cemetery）
- 塞勒姆墓園（Salem Cemetery）

### 機場
- 可頌機場（Croisant Airport）

## 人口統計
根據2010年美國人口普查，塞勒姆鎮區人口有249人，人口密度為2人/平方公里。種族方面，98.8%為白人；0.4%為非裔美洲人；0%為美洲原住民；0%為亞洲人；0%為太平洋島民；0.4%為其他種族；另外有20.4%為兩個或以上的種族。而西班牙裔美國人或拉丁美洲人佔該鎮區人口的1.61%。

## 外部連結
- US-Counties.com
- City-Data.com （页面存档备份，存于）